# Colymbiformes
Colymbiformes es un orden obsoleto de aves que englobaba a los colimbos y somormujos. Las similitudes entre estos dos grupos de aves en realidad son fruto de la evolución convergente, por lo que la Comisión Internacional de Nomenclatura Zoológica invalidó este taxón y a su género tipo, Colymbus. Actualmente los colimbos y los somormujos se clasifican en los órdenes Gaviiformes y Podicipediformes, respectivamente. 